# Lac de Cap de Long
Le lac de Cap de Long est un lac de barrage des Pyrénées françaises situé à une altitude de 2 160 m.
C'est, après le lac de Lanoux, la seconde plus grande retenue des Pyrénées françaises, sur 110 hectares, pour une profondeur maximale d'environ 130 m et une capacité utile de 67 millions de m3.

## Toponymie
« Cap de Long » signifie « la tête (de vallée) (au pied) du (pic) Long ». C'est le lieu-dit normal du verrou glaciaire au pied du pic Long. La retenue actuelle, créée par la construction d'un grand barrage entre 1950 et 1953, intègre l'ancien lac naturel de Cap de Long et le lac de l'Oustallat.

## Géographie
Le lac s'étend sur la commune d'Aragnouet (Hautes-Pyrénées), près de Saint-Lary-Soulan, dans la région Occitanie. Il est situé en bordure de la réserve naturelle du Néouvielle, du massif du Néouvielle et aux portes du parc national des Pyrénées.
À l'ouest le lac est encerclé par les barres rocheuses de l'arête de Cap de Long et le pic Maubic (3 058 m), le col Tourrat (ou des Pêcheurs) et la hourquette de Bugarret permettant le passage vers le vallon du Barrada et la hourquette de Cap de Long vers la vallée de Campbieil.
Les localités les plus proches sont Aragnouet, Betpouey, Barèges et Gèdre.

### Topographie
C'est, à l'origine, un lac glaciaire, creusé dans le massif granitique du Néouvielle, durant la phase de glaciation du quaternaire. Il est entouré, au nord, par les pics de Néouvielle et des Trois conseillers, à l'ouest, par le Turon de Néouvielle et, au sud, par le cylindre d'Estaragne.

### Hydrographie
Le réservoir de Cap de Long est alimenté, par gravité, par les eaux de son bassin versant (massifs du pic Long, du Campbielh et du Néouvielle) et par celles du lac d'Aubert et du lac d'Aumar.
Une station de pompage refoulante, installée à l'altitude de 1 700 m, au-dessus de la centrale hydroélectrique de Pragnères, renvoie dans le lac de Cap de Long les eaux du massif d'Ardiden, stockées temporairement au barrage d'Ossoue, au pied du Vignemale, après un siphonnage de 900 m de dénivellation franchissant la vallée du gave de Pau.
Une deuxième usine de pompage, située à la Glère, au-dessus du Lienz (commune de Barèges), permet de remonter à Cap de Long les eaux stockées au barrage dets Coubous et Aygues Cluses.
Tous les transferts d'eau se font dans 40 km de galeries creusées dans la montagne ; des puits permettent d'y descendre les eaux recueillies sur leur parcours, par 38 prises d'eau.
Bien que le bassin versant du lac soit limité à 11 km2, ce système permet de drainer l'équivalent en eau d'un bassin de 95 km2 jusqu'au lac de Cap de Long.

## Barrage et activité économique
Après la mise en service des réservoirs des lacs d'Orédon (1884) et d'Aumar (1901), le Ministère de l'Agriculture poursuit sa politique d'aménagement hydraulique en construisant un barrage sur le lac de Cap de Long. Commencés en 1901, les travaux s'achèvent au début de 1908. Le réservoir d'une capacité de 7 millions de m3 est destiné, comme ceux d'Orédon et d'Aumar, à alimenter le canal de la Neste.
En 1947, Électricité de France établit les projets d'un nouveau barrage-voûte de 101 m de haut, portant la capacité du réservoir de 7 à 67 millions de m3. Réunissant l'ancien lac de Loustalat et celui de Cap de Long, les travaux débutèrent en 1946 et achevés en 1953 durant lesquels 6 000 agents ont été mobilisés. Son réservoir de 67 millions de m3 (un des plus importants édifices de la région) alimente la centrale hydroélectrique de Pragnères (commune de Gèdre, canton de Luz-Saint-Sauveur) par l'intermédiaire d'une galerie souterraine en charge de 10 km de long.
En 2013, EDF Hydraulique Garonne employait 145 salariés dont 7 apprentis pour l’exploitation de 19 barrages dont celui de Cap de Long. Au total, les activités hydrauliques du groupe sur le fleuve ont contribué à hauteur de 11 millions € aux finances publiques, au titre de la taxe foncière, de la cotisation foncière des entreprises, et de l’imposition forfaitaire sur les entreprises de réseaux (IFER).

Le barrage et sa retenue.
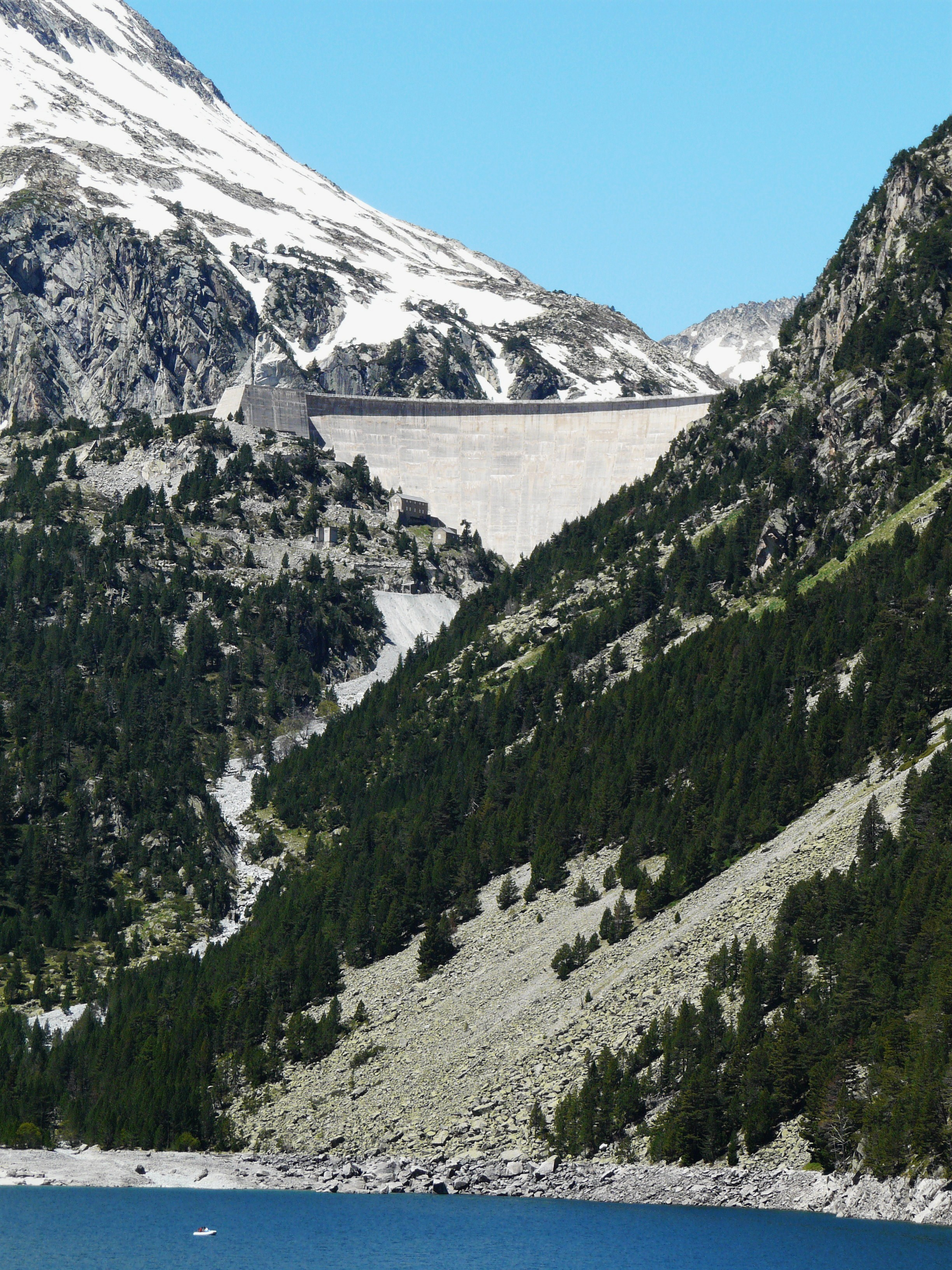
La voûte.
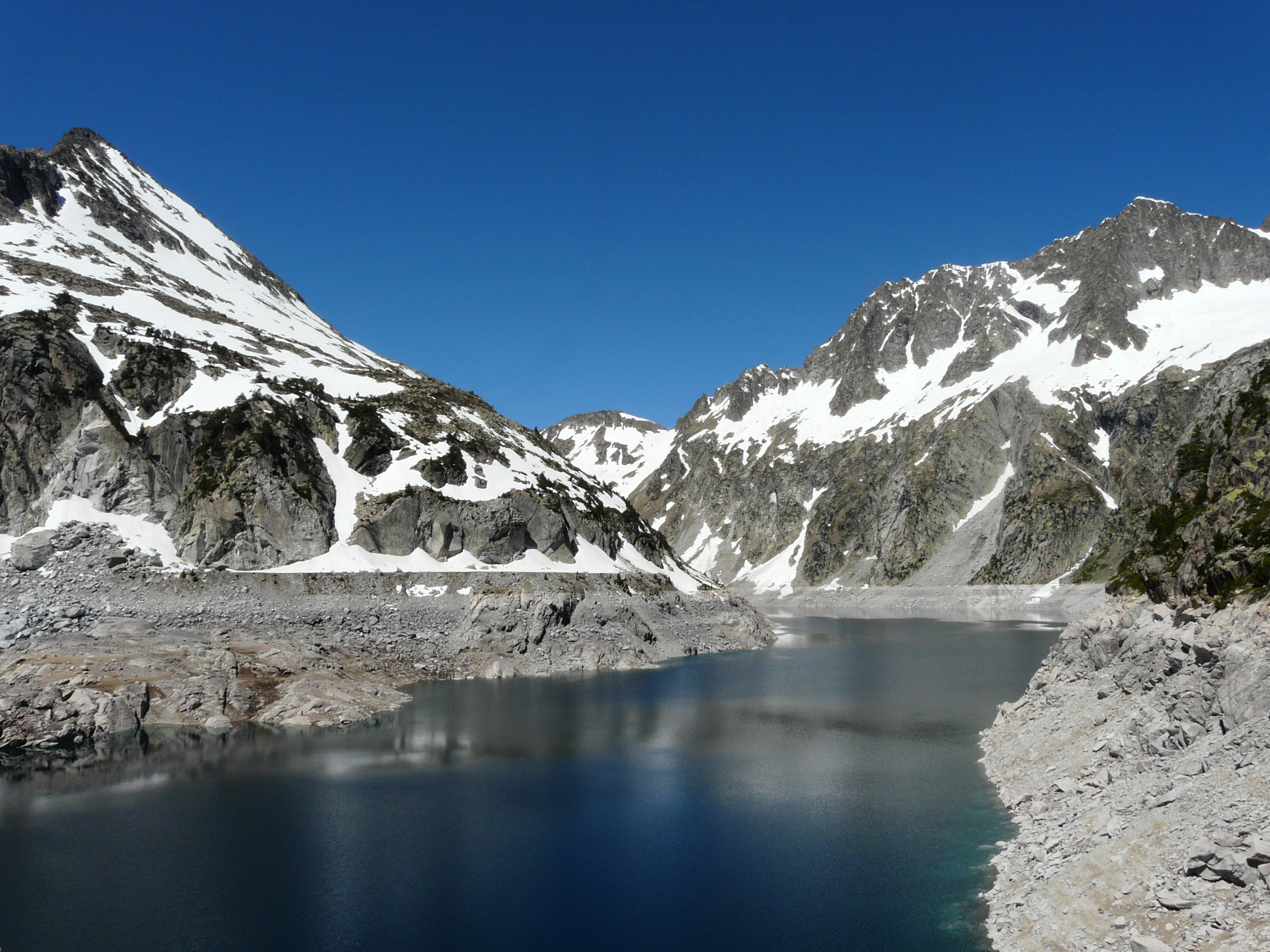
En cours de remplissage.
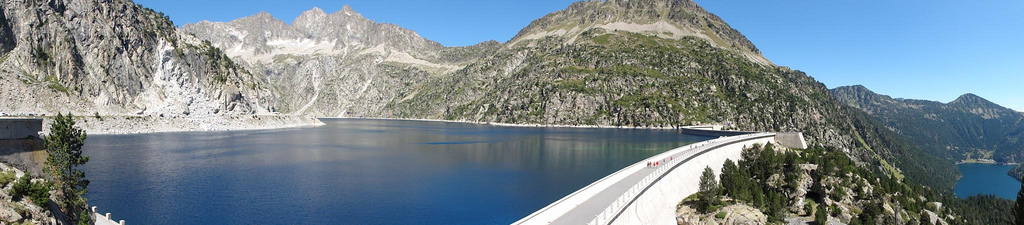
Remplissage maximum. À gauche, le Turon, les Trois-Conseillers, le Néouvielle et Ramougn ; à droite en contrebas, le Lac d'Orédon.

## Protection environnementale
Le lac fait partie d'une zone naturelle protégée, classée ZNIEFF de type 1 : Réserve du Néouvielle et vallons de Port-Bielh et du Bastan.
Le lac est limitrophe de la réserve naturelle nationale du Néouvielle, par sa rive nord (le lac et son barrage n'étant pas dans la réserve).
Dans le cadre de l’initiative « Un territoire, une rivière », l’énergéticien chargé de l’exploitation entend valoriser le patrimoine naturel de la Bigorre. Parmi les lieux à préserver pour concilier production énergétique renouvelable et respect de l’environnement, on peut notamment évoquer les lacs siamois Aubert et Aumar, les thermes de Luz-Saint-Sauveur, ou encore le pic du Midi de Bigorre. La diversité de la région et de son écosystème contribue à la performance énergétique de l’hydrovallée que l’on peut désormais aussi découvrir à l’aide d’une application numérique multifonction.

## Voies d'accès

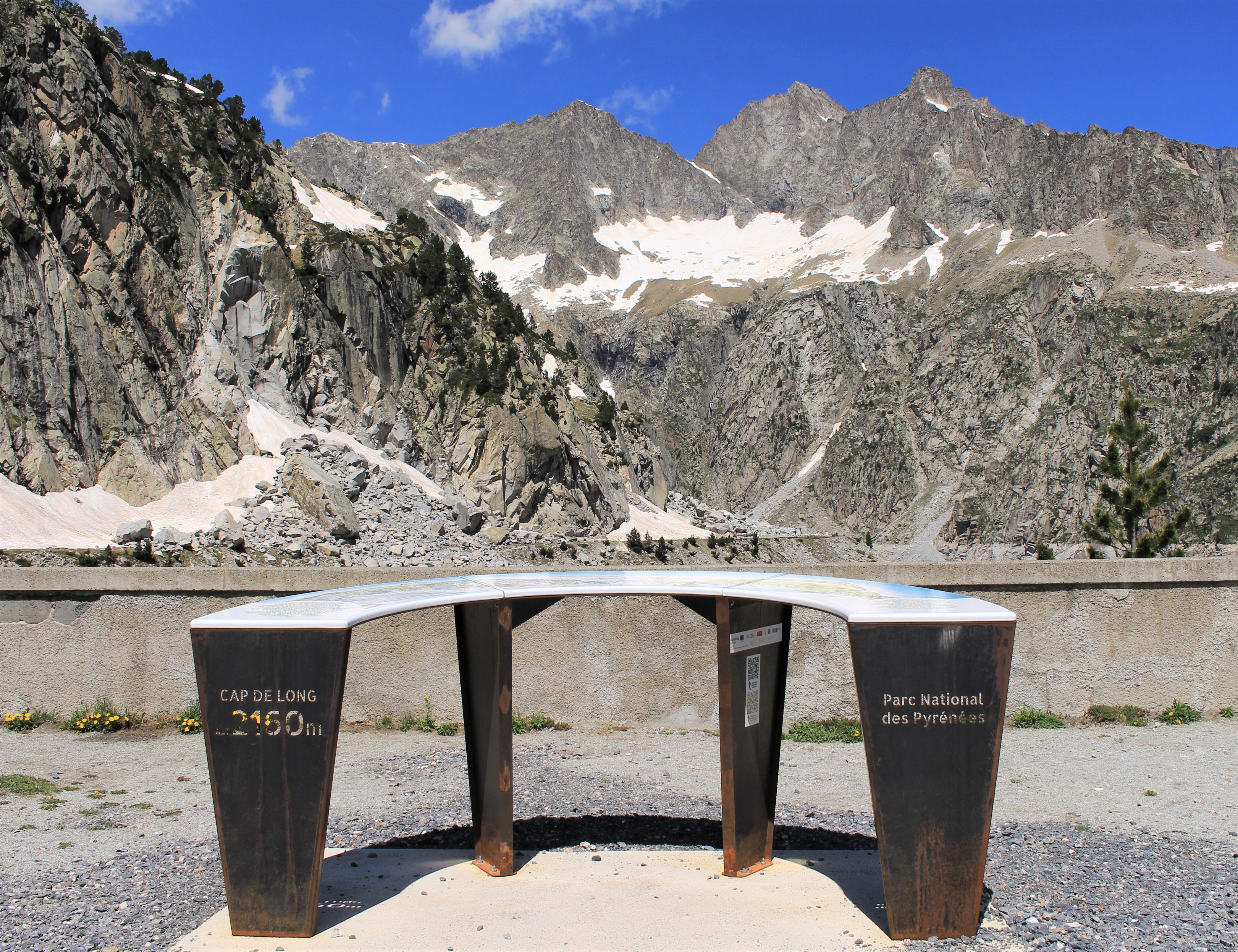
La table d'orientation du Cap de Long.

La route menant aux lacs (Orédon, Aubert, Aumar et Cap de Long) est réglementée : généralement fermée en hiver, la fermeture est signalée par des panneaux, au carrefour de Fabian.
Il n'est accessible qu'à partir de la route départementale 929 en vallée d'Aure en passant par Saint-Lary-Soulan et Tramezaïgues. À Fabian, hameau de la commune d'Aragnouet, la RD 929 délaisse la vallée et monte vers le lac d'Orédon et continue jusqu'au barrage de Cap de Long, son terminus.
Haut lieu de balades pyrénéennes, plusieurs sentiers de randonnée permettent, entre autres, d'accéder aux lacs voisins : Aubert et Orédon. C'est le point de départ de nombreuses ascensions pyrénéennes : Pic Long, Pic de Campbieil, Pic Ramoun, escalades des faces et arêtes des versants sud du Néouvielle et du Pic des Trois conseillers.

## Risques
La vallée d'Aure, en aval du barrage est située dans le périmètre d'un plan particulier d'intervention lié à une éventuelle rupture du barrage. Cinquante communes sont concernées par le risque majeur d'inondation qui en découlerait. 